# Gabinet de les Arts Gràfiques
El Gabinet de les Arts Gràfiques fou un museu dedicat al disseny de la comunicació visual. Es trobava al magatzem del Palau Reial de Pedralbes de Barcelona La seva col·lecció incloïa mostres significatives de gravat popular, il·lustració de llibres, enquadernació, embolcalls de productes i cartells. Juntament amb el Museu de les Arts Decoratives i el Museu Tèxtil i d'Indumentària formava la xarxa de museus DHUB. Totes aquestes col·leccions es van integrar en el Museu del disseny de Barcelona.

## Història
El gabinet de les arts gràfiques fou el resultat d'un llarg procés de recopilació d'objectes iniciat abans de la guerra civil espanyola per la Junta de Museus.
Els primers objectes de la col·lecció foren les matrius xilogràfiques provinents de la Junta de museus, que es van instal·lar com a secció pròpia el 1942 al llavors Museu d'Arts, Indústries i Tradicions Populars del Poble Espanyol, a Montjuïc. En aquella època Enric Tormo va intentar reunir la tradició de la impremta catalana. Aquell Museu d'Arts, Indústries i Tradicions Populars va constituir una secció de gravat popular amb les matrius xilogràfiques que la Junta de Museus havia reunit abans de la guerra.
Instal·lat al Poble Espanyol de Montjuïc, aquest embrió de museu va ampliar el seu radi d'acció i el 1968 va adoptar el nom de Secció de Gravat i Arts Gràfiques, amb una creixent aportació de materials diversos (màquines, matrius i impresos). A partir de 1974 se li va donar el nom de Museu del Llibre i de les Arts Gràfiques, tot i que l'acte efectiu d'obertura no es va produir fins a 1981. Comptava amb un taller d'impremta en actiu.
Algunes de les màquines tipogràfiques de la col·lecció es van cedir i actualment s'exhibeixen i es conserven a la Sala Temàtica d'Arts Gràfiques de la Diputació de Lleida.
Llavors va romandre com a Gabinet de les Arts Gràfiques i integrat al Disseny Hub Barcelona, les seves col·leccions es van instal·lar a les reserves del Palau Reial de Pedralbes. Actualment forma part de la col·lecció del Museu del Disseny de Barcelona.

## Col·lecció
El Gabinet de les Arts Gràfiques fou un museu dedicat al disseny de la comunicació visual. Les col·leccions del Gabinet apleguen mostres significatives de tipografia (punxons, matrius, planxes calcogràfiques) i impresos, que van des de l'enquadernació al packaging i les etiquetes o els cartells.
Empreses importants del sector, com les impremtes Elzeviriana, Bobes, Seix Barral o Tobella, els fabricants dels Naips Comas, els tallers Roca de relligadura industrial o la foneria tipogràfica Neufville han contribuït a l'increment dels fons del Museu. També alguns artistes o els seus familiars han fet donació de treballs gràfics o matrius de gravat: és el cas de Miquel Plana o bé els familiars de Josep Obiols i Miquel Llovet.
La seva col·lecció es mostra mitjançant les exposicions i les galeries d'estudi que programava el Disseny Hub Barcelona. Les galeries d'estudi són un espai públic que permet contemplar, estudiar i reflexionar sobre les col·leccions dels museus. A més a més, reuneixen diferents objectes per tipologies i els presenten en una àrea de consulta, un espai proper a l'exposició temporal, el centre de documentació i la reserva d'un museu, però diferent de tots ells i amb personalitat pròpia. El fons de la col·lecció es mostra mitjançant exposicions temporals. Un exemple són els projectes Cartells. Col·lecció del gabinet de les Arts Gràfiques i Papers pintats. Galeria d'estudi

## Exposicions temporals

### Cartells. Col·lecció del Gabinet de les Arts Gràfiques
Cartells. Col·lecció del Gabinet de les Arts Gràfiques presenta 146 cartells repartits en dos espais. El primer, de caràcter històric, reuneix el disseny gràfic espanyol des de 1880 a 1980. El segon, temàtic, aplega cartells des dels anys seixanta fins a les aportacions dels dissenyadors més joves, per funcions, característiques, gèneres, elements (color), components (tipografia, fotografia, il·lustració) i formats. A l'hora de triar els cartells que integren aquesta galeria d'estudi, la comissària, Raquel Pelta, de la Fundació Història del Disseny, ha tingut en compte especialment l'interès que tenen des del punt de vista del disseny gràfic: el valor formal dels elements que els conformen, el caràcter innovador en el moment en què van ser creats i l'adequació entre forma i funció. Va ser dirigida per Marta Montmany i comissariada Raquel Pelta, amb la col·laboració d'Anna Calvera.